# Maïté Poussin
Pour les articles homonymes, voir Poussin.
Pas d'image ? Cliquez ici
Maïté Poussin est une pilote  automobile, championne de Rallycross.

## Biographie
Courant avec les hommes dans cette discipline sportive automobile, elle est quatre fois championne de France en 1989, 1990, 1991 et 1992 sur Lancia delta HF et sur Ford Sierra Cosworth 4x4.
Mère de deux enfants, elle est l'épouse de Gérard Poussin, qui dirige, pour sa part, l'école de pilotage Rallye "Conduire à Lohéac".
Après avoir été monitrice et propriétaire d'une école de conduite à Rennes, elle gère désormais des chambres d'hôtes à Lohéac, petite ville d'Ille-et-Vilaine où la première course de Rallycross fut organisée en France, à l'instigation de Michel Hommell et connue pour son Manoir de l'automobile.
Maïté Poussin est une pionnière qui ouvre la voie aux femmes en rallycross, dont Jessica Tarrière et Adeline Sangnier.

### Sources et références
1. ↑  
« La Ford sierra Corsworth 4x4 de Maïté Poussin », sur le site Schafer Compétition, 2009 (consulté le 17 février 2012)
2. ↑  
« L'école de pilotage Rallye dirigée par Gérard Poussin », sur le site de Conduire à Lohéac, 2009 (consulté le 17 février 2012)
3. ↑  
« Le Colibri, les chambres d'hôtes de Maïté Poussin », sur le site du Colibri à Lohéac, 2009 (consulté le 17 février 2012)